# Francisco Conejo
Francisco Conejo Arroyo (Málaga, España, 14 de octubre de 1946) es un exfutbolista español que se desempeñaba como centrocampista.

## Clubes
| Club                       | País   | Año       |
| -------------------------- | ------ | --------- |
| C. D. Málaga               | España | 1967-1972 |
| Sevilla F. C.              | España | 1972-1974 |
| R. C. Recreativo de Huelva | España | 1974-1975 |